# Городенка
Городе́нка (укр. Городенка) — город в Ивано-Франковской области Украины. Входит в Коломыйский район. До 2020 года был административным центром упразднённого Городенковского района, а после является центром Городенковской городской общины.

## Население
В январе 1989 года численность населения составляла 12 600 человек.
На 1 января 2013 года численность населения составляла 9386 человек.

### Языковой состав
Родной язык населения по данным переписи 2001 года:
| Язык       | Численность, чел. | Доля     |
| ---------- | ----------------- | -------- |
| Украинский | 9 408             | 98,95 %  |
| Другое     | 100               | 1,05 %   |
| Итого      | 9 508             | 100,00 % |

## История

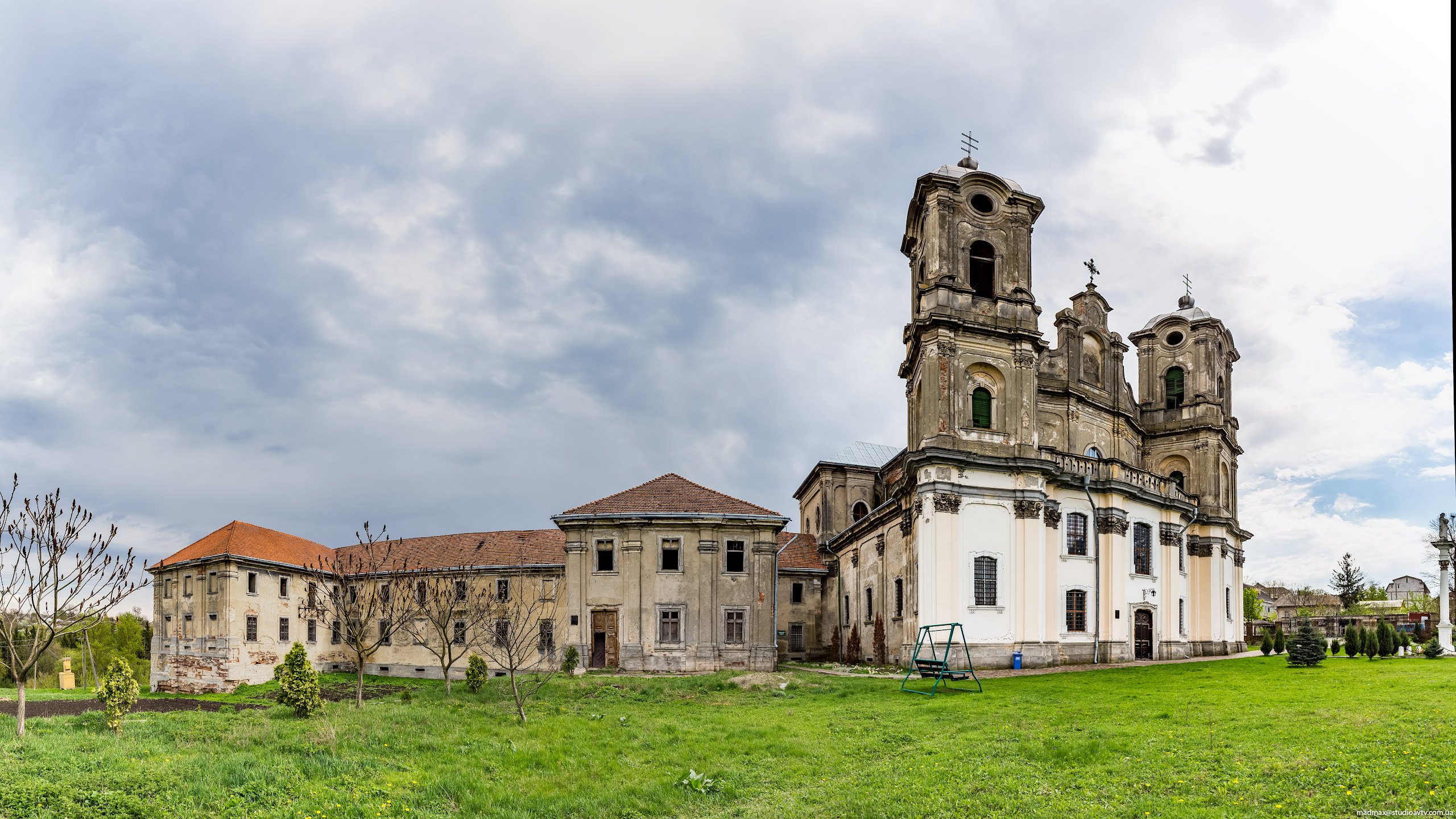
Храм непорочного зачатия Девы Марии

Считается, что название города происходит от слова «город» — укрепление из частокола и срубов. Повесть временных лет сообщает, что в 993 году Владимир Великий пошёл походом на белых хорватов, населявших позднюю Галицию. Именно тогда современная Городенщина вошла в состав Киевского государства.

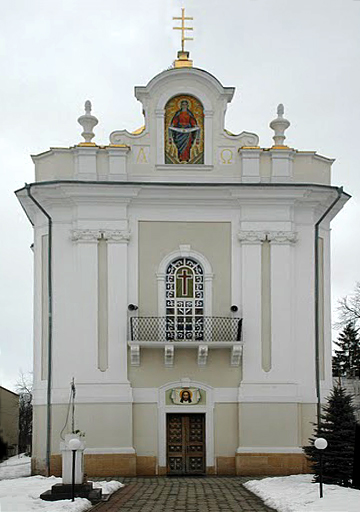
Храм Успения Пресвятой Богородицы

Первое летописное упоминание о Городенке датируется 1195 годом. Это было поселение земледельцев и ремесленников.
С 1349 года Галиция находилась под властью Польской короны. В XV веке на обрыве над рекой Ямгоров построен замок, и Городенка превратилась в типичную феодальную резиденцию.
Поскольку в течение XV—XVI веков Покутье было спорной территорией между Речью Посполитой и Молдавским княжеством, а в XVI—XVII веках испытывало опустошительные нападения турок и татар, Городенковская твердыня стала в известной мере стратегической.
В 1491 году Стефан III Великий во время похода на Покутье сжёг Снятин, Городенку, Коломыю и подошёл к Галичу. В 1497 году, после неудачного похода на Валахию, войско польского короля Яна Ольбрахта вернулось в Покутье и опустошило его. Вблизи Городенки в 1509 году коронный гетман Николай Каменецкий наголову разбил молдавское войско (возможно, именно в память об этом долина реки Ямгорив между Городенкой и Серафинцами называется Красной). Катастрофическим был поход на Покутье 33-тысячного войска молдавского господаря Петра Рареша (Петрилу) в 1531 году.
В 1648 году под влиянием восстания Хмельницкого в Галиции вспыхнуло восстание под предводительством Высочана. Крестьяне Чернятина, Заболотова, Олеши и Любковиц напали на Городенковский замок (который тогда принадлежал Яну Жулчинскому (Стжемовскому)), разоружили его охрану, а здание сожгли. Владелец спасся бегством.
В 1668 году Городенка получила Магдебургское право. Тогда город входил в состав Русского воеводства с центром во Львове, но сам не являлся какой-то административной частью, а принадлежал к Коломыйскому староству. Предоставление Городенке самоуправления создало благоприятные условия для развития ремёсел и торговли, что обусловило приток переселенцев — преимущественно армян и евреев.
После первого раздела Речи Посполитой в 1772 году Городенка в составе Галиции досталась Габсбургам. В ходе реформ австрийского императора Иосифа II в 1780-х годах были ликвидированы оба Городенковских монастыря, в 1788 году открыта первая светская школа (с немецким языком обучения).
В 1870 году численность населения составляла 8824 человек.
После распада Австро-Венгрии в 1918 году населённый пункт оказался в составе Польши, в сентябре 1939 года — в составе СССР.
В ходе Великой Отечественной войны 5 июля 1941 года был оккупирован немецкими войсками.
Освобождён 25 марта 1944 года войсками 1-го Украинского фронта в ходе Проскуровско-Черновицкой операции:
- 1-я танковая армия — 8-й гвардейский механизированный корпус (генерал-майор Дрёмов Иван Фёдорович) в составе: 1-й гвардейской танковой бригады (полковник Горелов Владимир Михайлович), 21-й гвардейской механизированной бригады (полковник Яковлев Иван Иванович)[6].

В 1972 году крупнейшими предприятиями были сахарный комбинат, сыродельный завод и мебельная фабрика.
В мае 1995 года Кабинет министров Украины утвердил решение о приватизации находившихся в городе АТП-12638, сахарного завода, райсельхозтехники, в июле 1995 года было утверждено решение о приватизации сырзавода, совхоза, предприятия по откорму скота и ПМК № 1.

## Экономика
- Городенковский сахарный завод

## Транспорт
Здесь находится ж.-д. станция на линии Коломыя — Черновцы.

## Спорт
В городе базируется футбольный клуб «Пробий», выступающий во Второй лиге чемпионата Украины